# Ader (casa automobilistica)
La Ader era una piccola casa automobilistica francese, che fu attiva solamente dal 1900 al 1907. Al suo attivo la produzione di motori con disposizione V2, V4 e, per la prima volta, V8, con regolatore a 4 cilindri, venduti in seguito anche con il marchio Pegasus.

## Storia

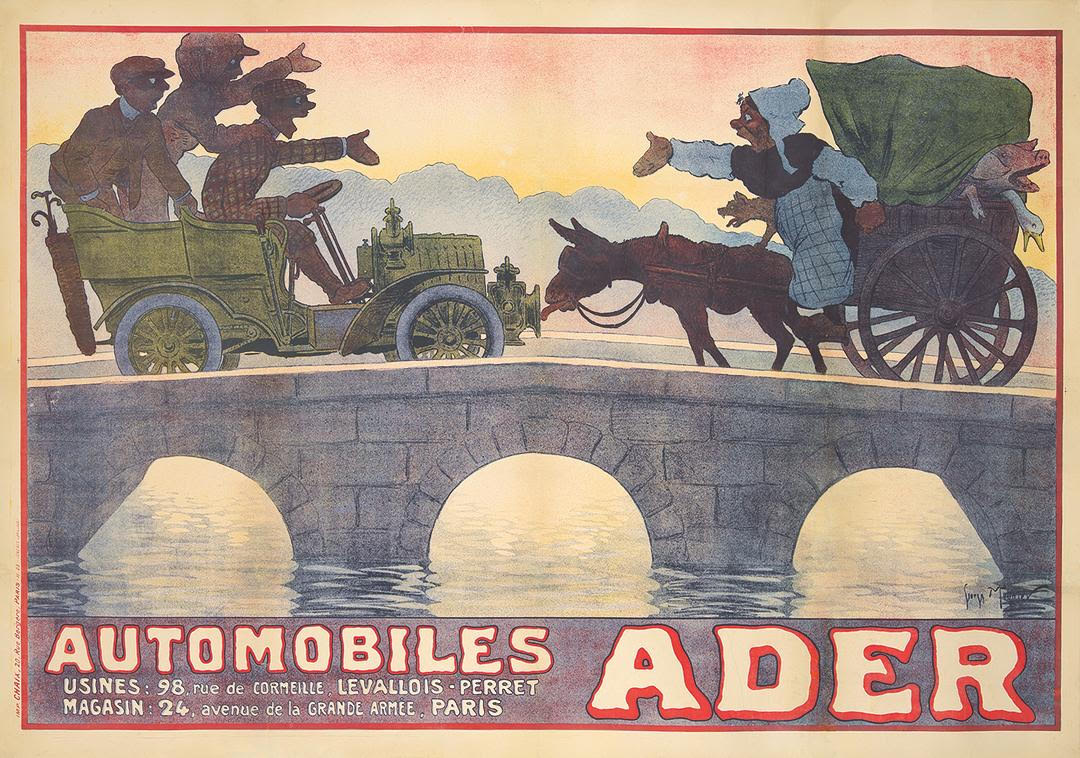
Locandina d'epoca

La Ader fu fondata a Levallois-Perret da Clément Ader, un pioniere dell'aviazione francese. Nacque inizialmente come azienda plurispecializzata con il nome di Société Industrielle des Téléphones-Voitures Automobiles Systeme Ader. Da ciò si capisce che il campo di interesse di tale azienda era anche relativo alla telefonia, altro tipo di industria che all'epoca stava muovendo i suoi primi passi (sebbene sia nato circa 25 anni prima dell'automobile).
L'attività della Ader iniziò con dei modelli equipaggiati da motori bicilindrici a V da 900 cm³ in grado di erogare potenze massime dell'ordine di 8 CV. Sempre un bicilindrico, ma da 12 CV di potenza massima, equipaggiava anche un altro modello, di classe leggermente superiore.
Nel 1902 cominciò anche l'attività sportiva della Ader, per la verità senza grandi risultati, tranne che nella Parigi-Madrid del 1903, dove le Ader furono tra le pochissime a farsi notare in mezzo ad una gara piena di imprevisti ed incidenti, a tal punto da essere stata sospesa dagli organizzatori.
Nello stesso anno arrivò la prima Ader con motore a 4 cilindri a V e con potenza massima di 16 CV. Nel 1904 fu costituita una società indipendente specializzata unicamente in automobili e denominata Société des Automobiles Ader. A tale società fu affidata la produzione automobilistica.
Nel 1905 vi fu un riassetto nella produzione dell'Ader, con l'abbandono dei motori a V in favore di quelli in linea. La nuova sede aziendale fu spostata al 40 bis di avenue de Suffren, a Parigi Ciò segnò peraltro il declino della piccola Casa francese, perché non aveva più niente di particolare da proporre. La Ader chiuse così i battenti nel 1907.